# Edgarosaurus muddi
L'edgarosauro (Edgarosaurus muddi) è un rettile marino estinto, appartenente ai plesiosauri. Visse alla fine del Cretaceo inferiore (Albiano, circa 105 milioni di anni fa) e i suoi resti fossili sono stati ritrovati in Nordamerica (Montana).

## Descrizione
Questo animale è noto grazie ai fossili di un cranio completo, numerose vertebre e una zampa anteriore quasi completa. Questi resti hanno permesso di ricostruire un rettile acquatico di taglia relativamente modesta (lunghezza circa 3,5 metri), dal collo piuttosto corto e dalla testa grande e armata di lunghi denti acuminati. Le zampe, come in tutti i plesiosauri, erano trasformate in strutture simili a pagaie per fendere l'acqua. Rispetto ai suoi simili (i policotilidi), Edgarosaurus era dotato di un rostro più corto e robusto, un'apertura pineale in cima al cranio e un collo un po' più allungato (con 26 vertebre). 

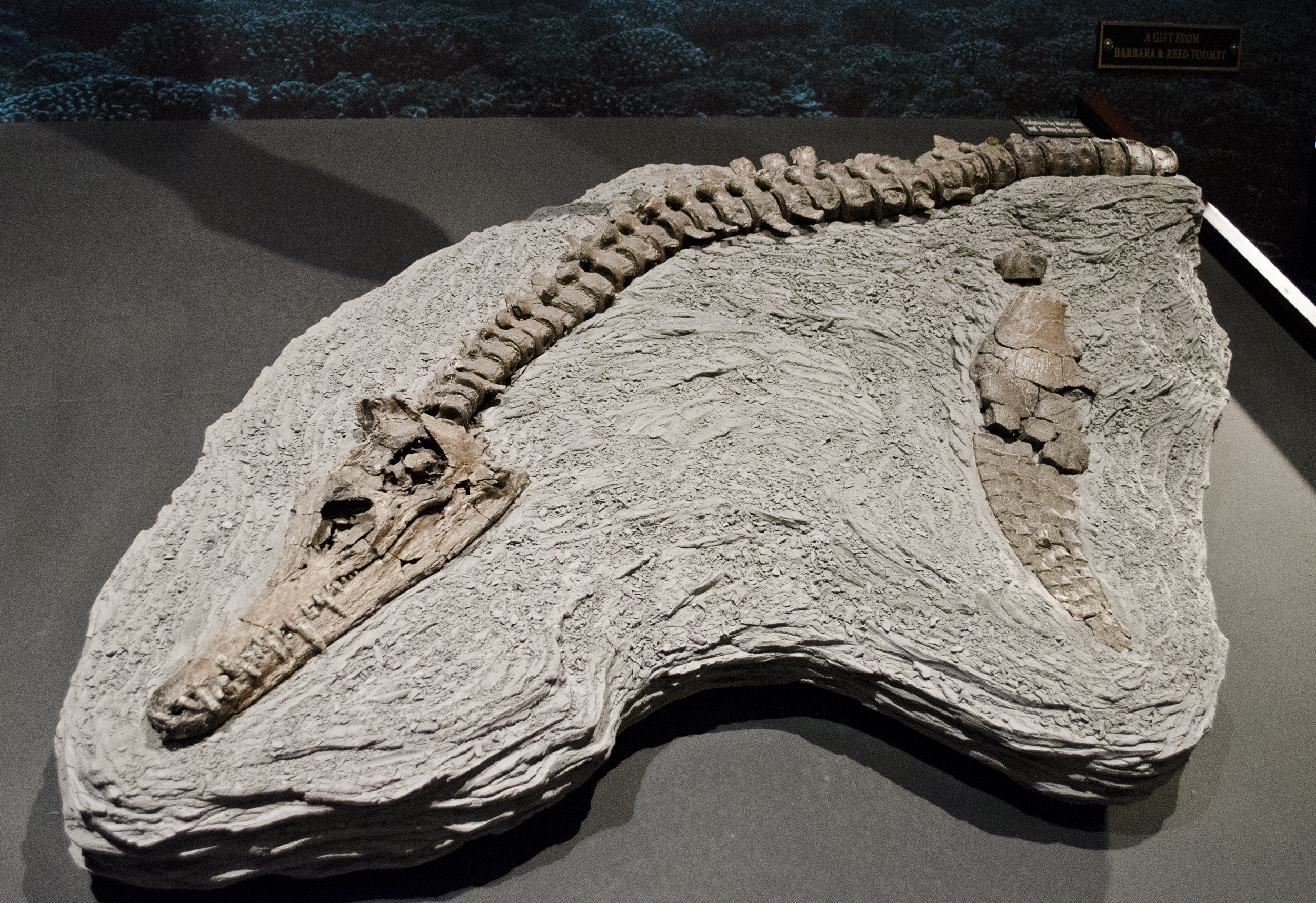
Fossile di Edgarosaurus muddi

## Classificazione
Descritto per la prima volta nel 2002, questo rettile marino è stato rinvenuto nella formazione nota come Thermopolis Shale, nei pressi di Edgar in Montana. Nel corso del Cretaceo, quel luogo era ricoperto da un largo braccio di mare noto come Mare interno occidentale. Sembra che Edgarosaurus facesse parte di una radiazione evolutiva di plesiosauri dal collo corto noti come policotilidi, di piccole dimensioni e dalla forma corporea particolarmente idrodinamica, non strettamente imparentati con gli altri plesiosauri a collo corto (pliosauroidi). Tra le caratteristiche che accomunano Edgarosaurus con gli altri policotilidi, sono da ricordare le ossa del palato e le costole, così come le falangi delle zampe anteriori. Edgarosaurus potrebbe rappresentare uno dei policotilidi più primitivi.